# Fernando Roese
Fernando Roese (Novo Hamburgo, 24 agosto 1965) è un ex tennista brasiliano.

## Carriera
Ottenne il suo best ranking in singolare il 27 gennaio 1992 con la 92ª posizione, mentre nel doppio divenne il 16 aprile 1990, l'81º del ranking ATP.
Nel 1991, in singolare, raggiunse la sua unica finale ATP al Chevrolet Classic; in quell'occasione perse contro il tedesco Patrick Baur, con il punteggio di 2-6, 3-6. L'anno precedente, in doppio, vinse il suo primo e unico torneo ATP su un totale di tre finali disputate; ciò avvenne all'ATP Itaparica in coppia con il connazionale Mauro Menezes, con il quale sconfisse la coppia formata dagli spagnoli Tomás Carbonell e Marcos Górriz con il punteggio di 7-6, 7-5. In carriera vinse inoltre due tornei in singolare e sei tornei in doppio facenti parte dell'ATP Challenger Series.
In tredici occasioni tra il 1982 e il 1996, fu convocato nella squadra brasiliana di Coppa Davis, con un bilancio complessivo di sei vittorie e nove sconfitte.

## Statistiche

### Tornei ATP

#### Singolare

##### Sconfitte in finale (1)
| Legenda                                              |
| Grande Slam (0)                                      |
| ATP World Tour Finals (0)                            |
| ATP Super 9 / ATP Masters Series (0)                 |
| ATP Championship Series / ATP International Gold (0) |
| ATP World Series / ATP International Series (1)      |

| Numero | Data            | Torneo                     | Superficie | Avversario in finale | Punteggio |
| 1.     | 4 febbraio 1991 | Chevrolet Classic, Guarujá | Cemento    | Patrick Baur         | 2-6, 3-6  |

#### Doppio

##### Vittorie (1)
| Legenda                                              |
| Grande Slam (0)                                      |
| ATP World Tour Finals (0)                            |
| ATP Super 9 / ATP Masters Series (0)                 |
| ATP Championship Series / ATP International Gold (0) |
| ATP World Series / ATP International Series (1)      |

| Numero | Data            | Torneo                   | Superficie | Compagno      | Avversari in finale           | Punteggio |
| 1.     | 5 novembre 1990 | ATP Itaparica, Itaparica | Cemento    | Mauro Menezes | Tomás Carbonell Marcos Górriz | 7-6, 7-5  |

##### Sconfitte in finale (2)
| Legenda                                              |
| Grande Slam (0)                                      |
| ATP World Tour Finals (0)                            |
| ATP Super 9 / ATP Masters Series (0)                 |
| ATP Championship Series / ATP International Gold (0) |
| ATP World Series / ATP International Series (2)      |

| Numero | Data           | Torneo                             | Superficie  | Compagno      | Avversari in finale              | Punteggio |
| 1.     | 16 luglio 1984 | Swedish Open, Båstad               | Terra rossa | Juan Avendaño | Jan Gunnarsson Michael Mortensen | 0-6, 0-6  |
| 2.     | 2 aprile 1990  | ATP Rio de Janeiro, Rio de Janeiro | Sintetico   | Nelson Aerts  | Brian Garrow Sven Salumaa        | 5-7, 3-6  |

### Tornei minori

#### Singolare

##### Vittorie (2)
| Legenda tornei minori |
| Challenger (2)        |
| Futures (0)           |

| Numero | Data           | Torneo                                    | Superficie  | Avversario in finale | Punteggio     |
| 1.     | 15 aprile 1991 | Mexico City Challenger, Città del Messico | Terra rossa | Francisco Maciel     | 7-6, 4-6, 6-4 |
| 2.     | 29 aprile 1991 | São Paulo Challenger, San Paolo           | Cemento     | Gabriel Markus       | 6-4, 6-3      |

#### Doppio

##### Vittorie (6)
| Legenda tornei minori |
| Challenger (6)        |
| Futures (0)           |

| Numero | Data             | Torneo                                   | Superficie      | Compagno           | Avversari in finale              | Punteggio     |
| 1.     | 25 luglio 1988   | Campos Challenger, Campos dos Goytacazes | Cemento         | Ivan Kley          | Danilo Marcelino Mauro Menezes   | 6-4, 6-4      |
| 2.     | 24 luglio 1989   | Campos Challenger, Campos dos Goytacazes | Cemento         | Nelson Aerts       | Daniel Orsanic Stefan Dallwitz   | 6-3, 7-6      |
| 3.     | 24 luglio 1989   | São Paulo Challenger, San Paolo          | Terra rossa     | Nelson Aerts       | Dácio Campos Mario Tabares       | 2-6, 6-4, 6-4 |
| 4.     | 9 aprile 1990    | Brasilia Challenger, Brasilia            | Sintetico       | Nelson Aerts       | Simone Colombo César Kist        | 6-3, 7-5      |
| 5.     | 8 luglio 1991    | Gramado Challenger, Gramado              | Cemento         | Nelson Aerts       | Bertrand Madsen Gerardo Martínez | 6-4, 6-4      |
| 6.     | 18 novembre 1991 | São Paulo Challenger, San Paolo          | Terra rossa (i) | João Cunha e Silva | Pablo Albano Luis Lobo           | 7-5, 4-6, 6-3 |